# Karcsú rétisáska
A karcsú rétisáska (Euchorthippus pulvinatus) a sáskafélék családjába tartozó, Eurázsiában honos sáskafaj.

## Megjelenése
A karcsú rétisáska testhossza a hím esetében 12-17 mm, a nőstény 20-27 mm. Közepes méretű, karcsú alkatú, viszonylag nagy fejű faj. Alapszíne halvány szalmasárga, ritkán szürkés-barnás árnyalattal. A torpajzs élei egyenesek, az oldalakon sötét sávval kísértek lehetnek. A keskeny szárnyak a hátsó térdig érnek vagy kissé hosszabbak. Hátsó szárnyai ugyanolyan hosszúak, mint az első szárnyak, amelyek halványan áttetszőek; a nőstényeknél fehér sáv lehet rajta, amely a hímeknél csökevényes. A potroh halványsárgás, a vége kissé intenzívebb színű. A hímek szubgenitális lemeze tompa kúpot képez
Éneke rövid, 0,2-0,5 másodperces ciripelések sorozatából áll (összesen kb. 50 cirpelés), melyek egyre erősödnek és szabályos időközönként követik egymást.

### Hasonló fajok
Nagyon hasonlít hozzá a kissé vaskosabb alkatú és sötétebb árnyalatú rövidszárnyú rétisáska. A csinos rétisáskával is összetéveszthető.

## Elterjedése
Közép-Kelet-Európától Közép-Ázsiáig honos, legnyugatibb előfordulása a Kárpát-medencében van. Korábban Ausztriában, Bécs mellett is megtalálták, de mostanra valószínűleg kipusztult. Délnyugat-európai alfaját ma Euchorthippus elegantulus néven külön fajnak tekintik. Magyarországon több helyen előfordul a sík- és dombvidékeken( pl. Mezőföld, Budapest környéke, Duna−Tisza-köze). 

## Életmódja
Homoki gyepek, sztyeppek, lejtősztyeppek lakója. A meleg, alacsony füvű, száraz réteket kedveli, ahol legalább helyenként ritkás a növényzet és kilátszik a homokos-köves talaj.
Kifejlett egyedeivel júliustól októberig találkozhatunk.
Magyarországon nem védett.

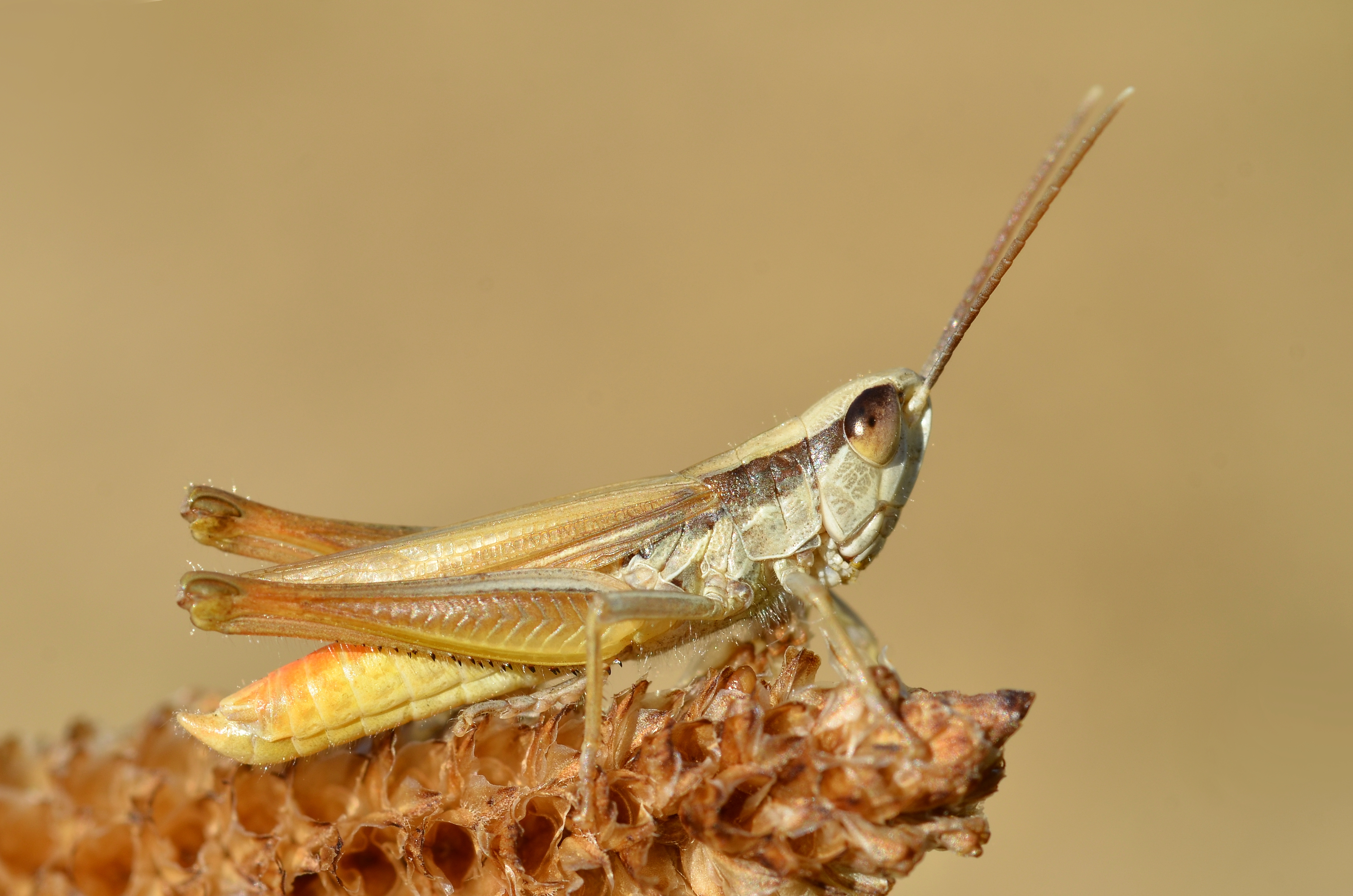
Hím
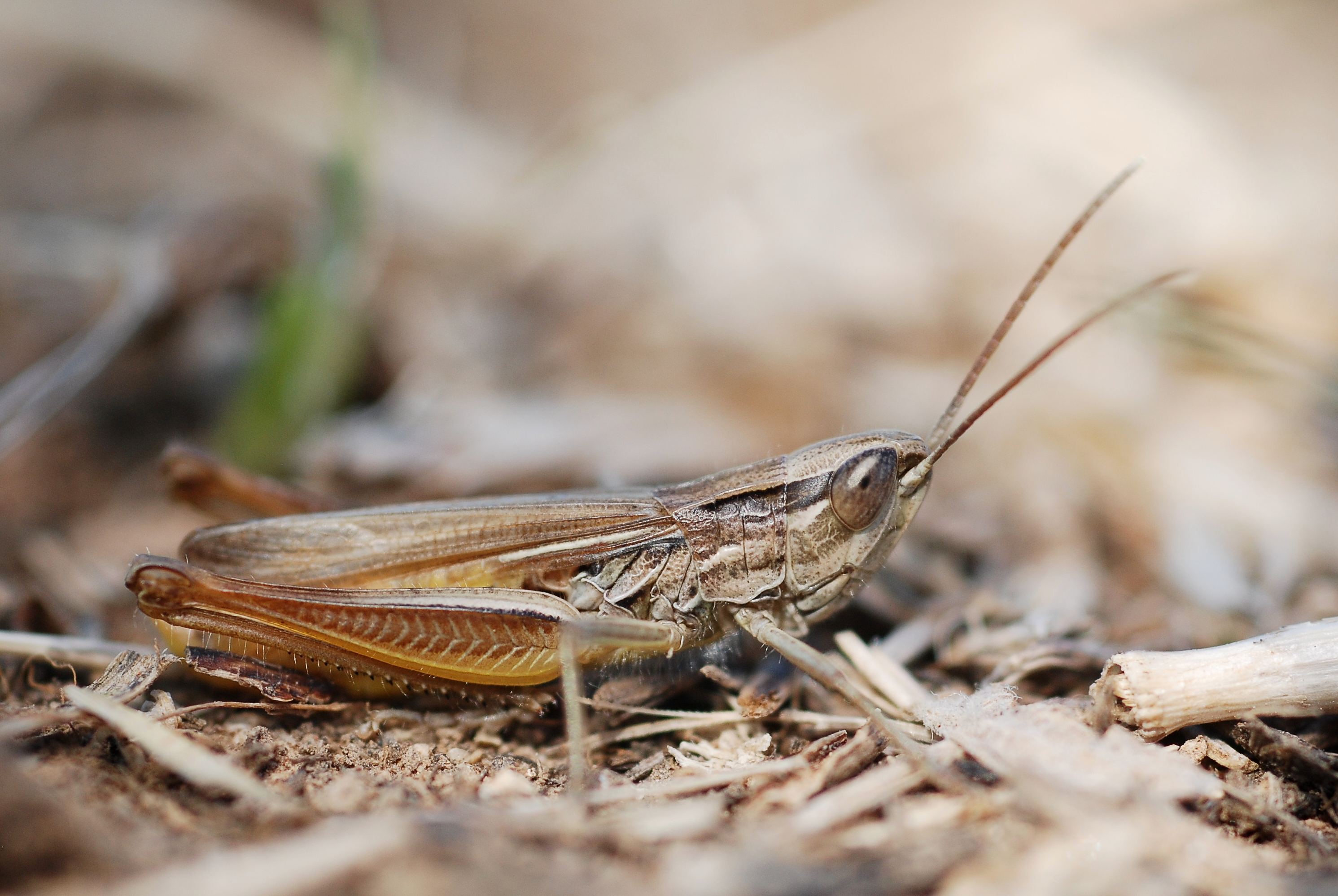
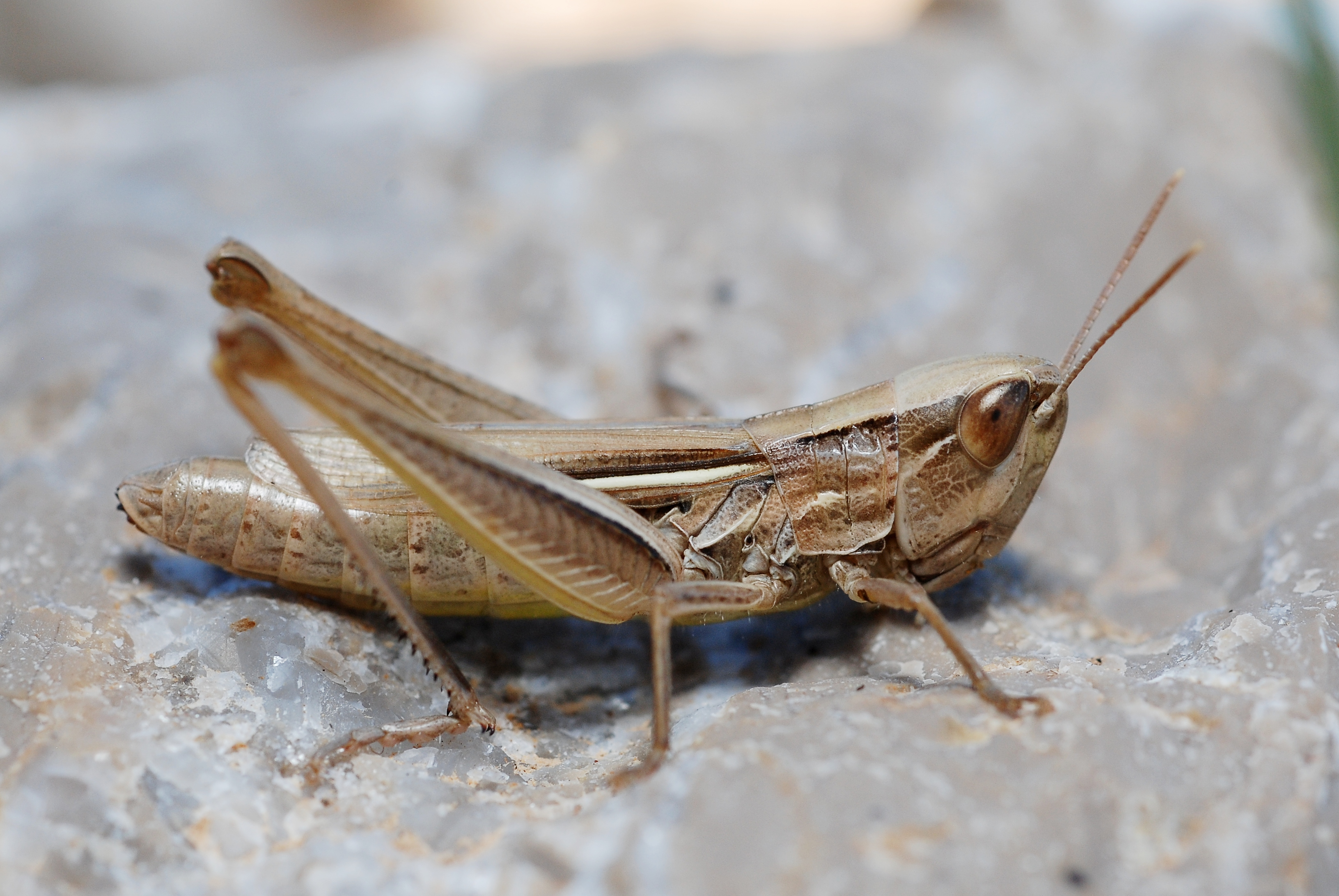
Nőstény